# Ouvrage des Granges-Communes
L'ouvrage des Granges-Communes est une fortification de la ligne Maginot, situé à la limite entre les communes de Jausiers et de Saint-Dalmas-le-Selvage, c'est-à-dire à la limite entre les départements des Alpes-de-Haute-Provence et des Alpes-Maritimes.
Il s'agit d'un petit ouvrage d'infanterie, construit à 2 525 mètres d’altitude près du col de Raspaillon (ou des Granges Communes), à environ 3 500 m du col de la Bonette en descendant la D 64 vers Saint-Étienne-de-Tinée.

## Mission
La mission de l'ouvrage était d’interdire la route venant du camp des Fourches et les pentes du ravin descendant vers Bousiéyas afin d’empêcher les accès au massif du Restefond par l’Est.
Il s'intégrait dans la défense du quartier Restefond, qui concernait également les cols de Restefond, Pourriac, de Fer et de la Moutière.

## Construction
Les plans du petit ouvrage des Granges-Communes sont étudiés en décembre 1930, prévoyant trois blocs ; ce projet est validé par la Commission d'organisation des régions fortifiées (CORF) en janvier 1931. En mai 1934, on passe à seulement deux blocs ; les plans du bloc 2 sont modifiés, les deux créneaux sous casemate étant remplacés par des cloches.
Les travaux accusent un grand retard, dû notamment à l'enneigement systématiquement tardif à cette altitude. Le bloc 2 est coulé seulement en 1938 ; l'emplacement du bloc 1 a seulement commencé à être fouillé en 1939. Ce bloc devait non seulement servir d'entrée, mais aussi de casemate de combat, armé avec deux mortier de 81 mm et une arme mixte (un jumelage de mitrailleuses et un canon de 25 mm antichar,.

## Composition

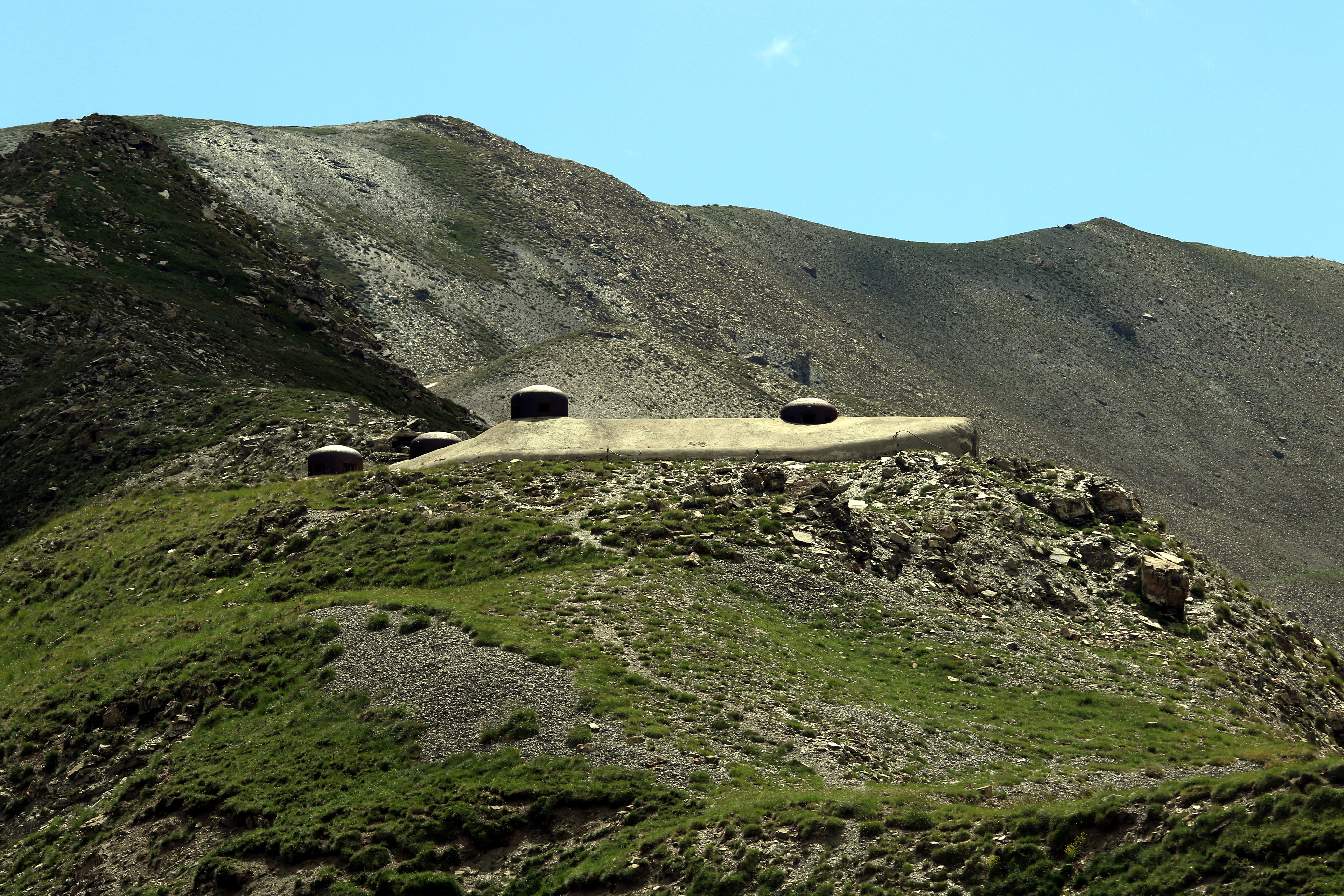
Le bloc 2 de l'ouvrage.

En 1940, le petit ouvrage de Granges-Communes n’avait qu’un seul bloc (celui prévu sous le nom de bloc 2) avec :
- deux cloches JM pour jumelage de mitrailleuses Reibel de 7,5 mm ;
- deux cloches GFM pour guetteur et fusil-mitrailleur MAC modèle 1924/1929 D ;
- un créneau pour fusil mitrailleur protégeant l’issue de secours.

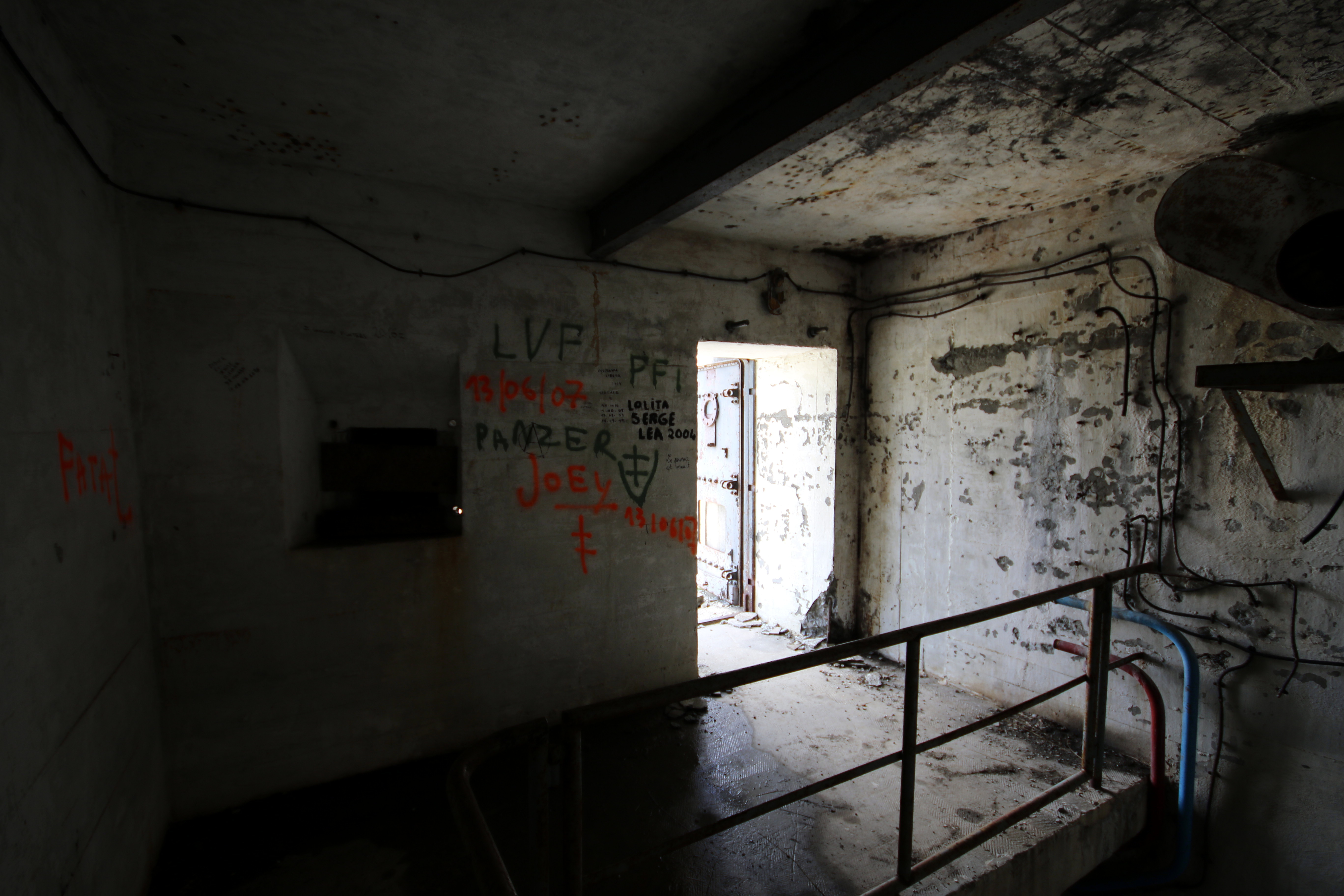
L'intérieur de l'entrée.
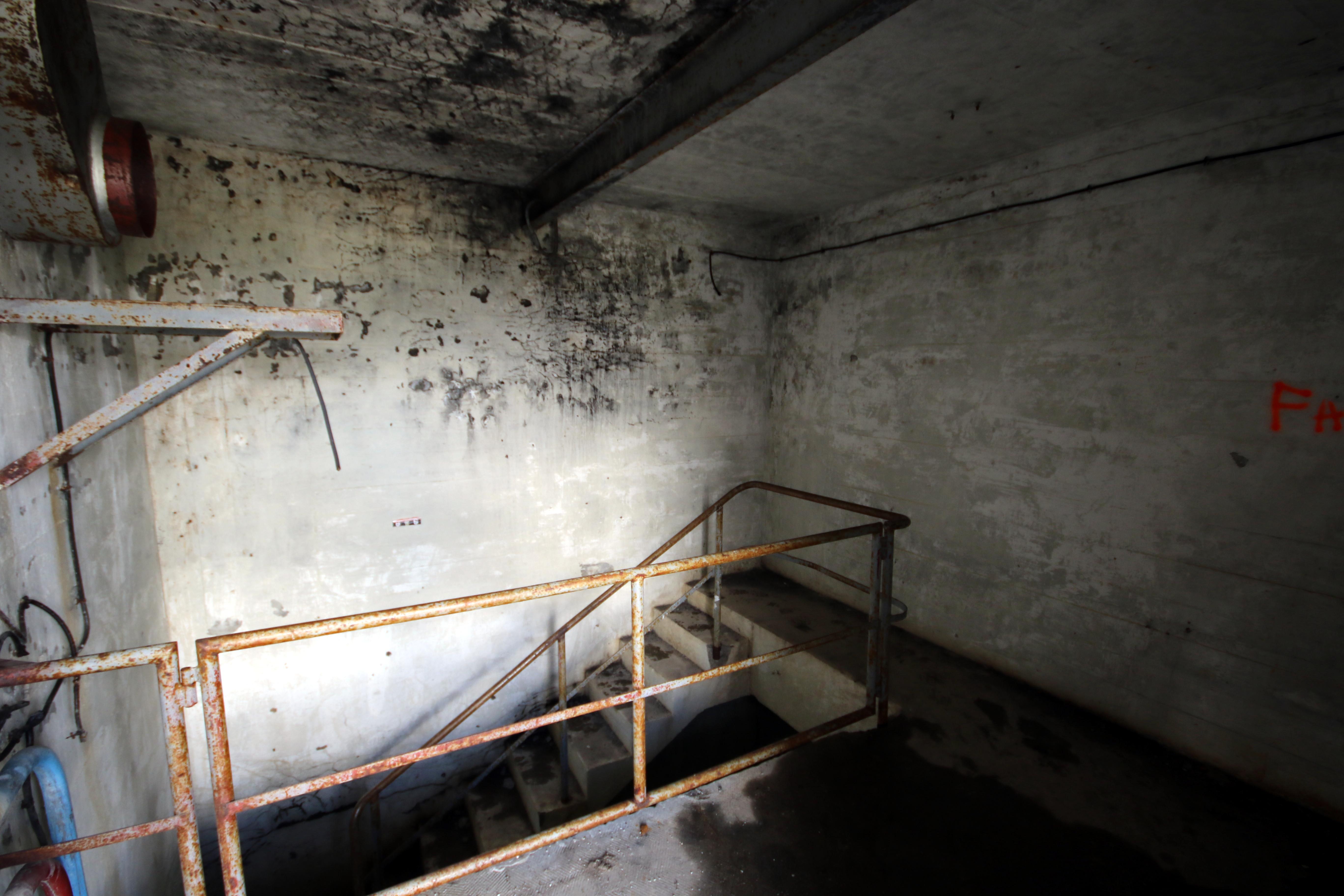
L'accès dans l'ouvrage.
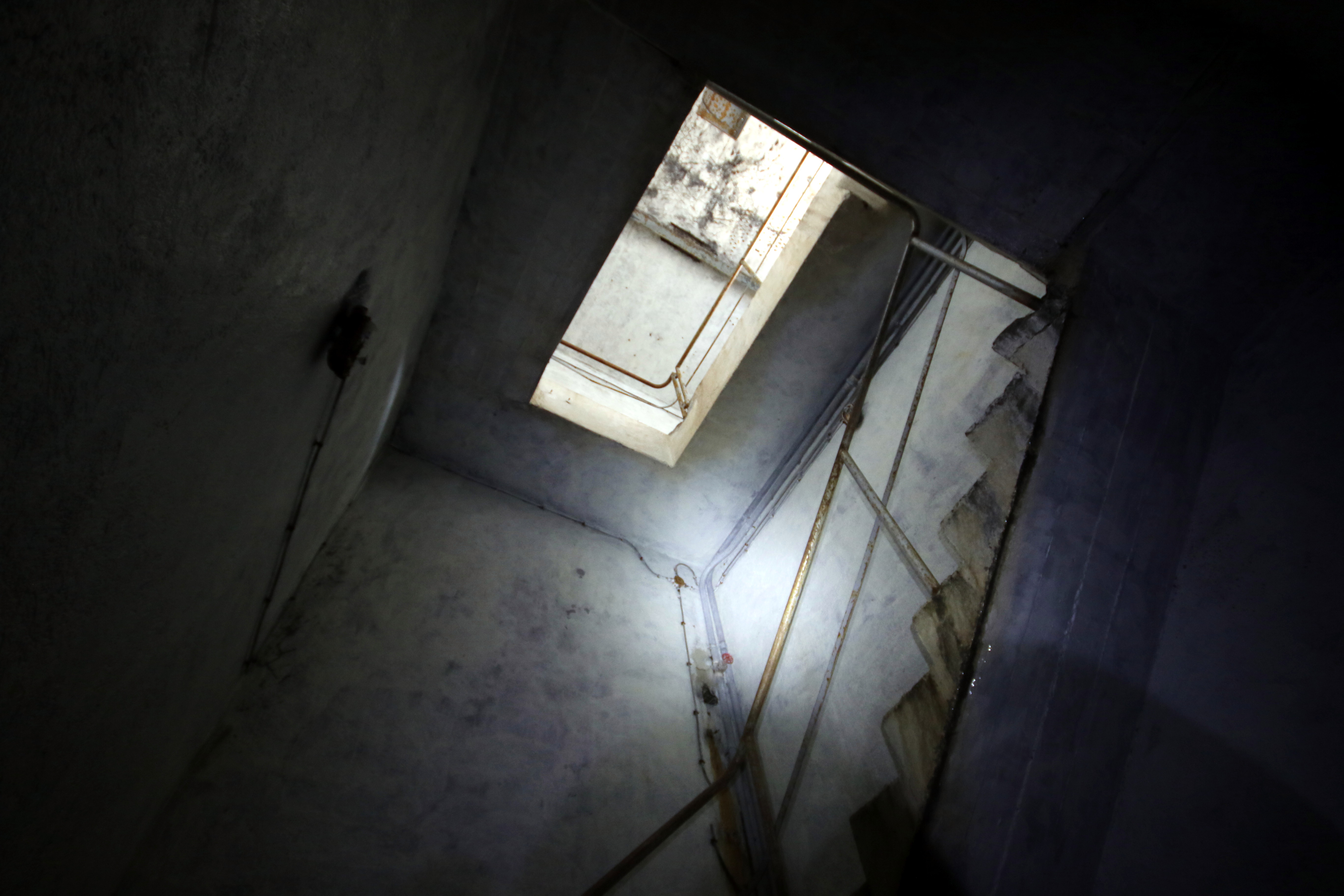
La cage d'escalier.

Le bloc est desservi depuis les dessous par un imposant escalier qui part du fond d’un couloir situé entre la cuisine et un magasin. On trouve également dans les dessous deux chambrées pour vingt-quatre hommes chacune, une autre pour six hommes, la chambre de l’officier et une infirmerie. L'éclairage, la ventilation et la filtration étaient alimentés par deux groupes électrogènes, composés chacun d'un moteur Diesel CLM 2 PJ 65 (deux cylindres, fournissant 11 ch à 750 tr/min) couplé à un alternateur. Le refroidissement des moteurs se fait par circulation d'eau. Le système de ventilation est doté d'un échangeur alimenté par l'eau de refroidissement des moteurs ainsi que de résistances électriques.

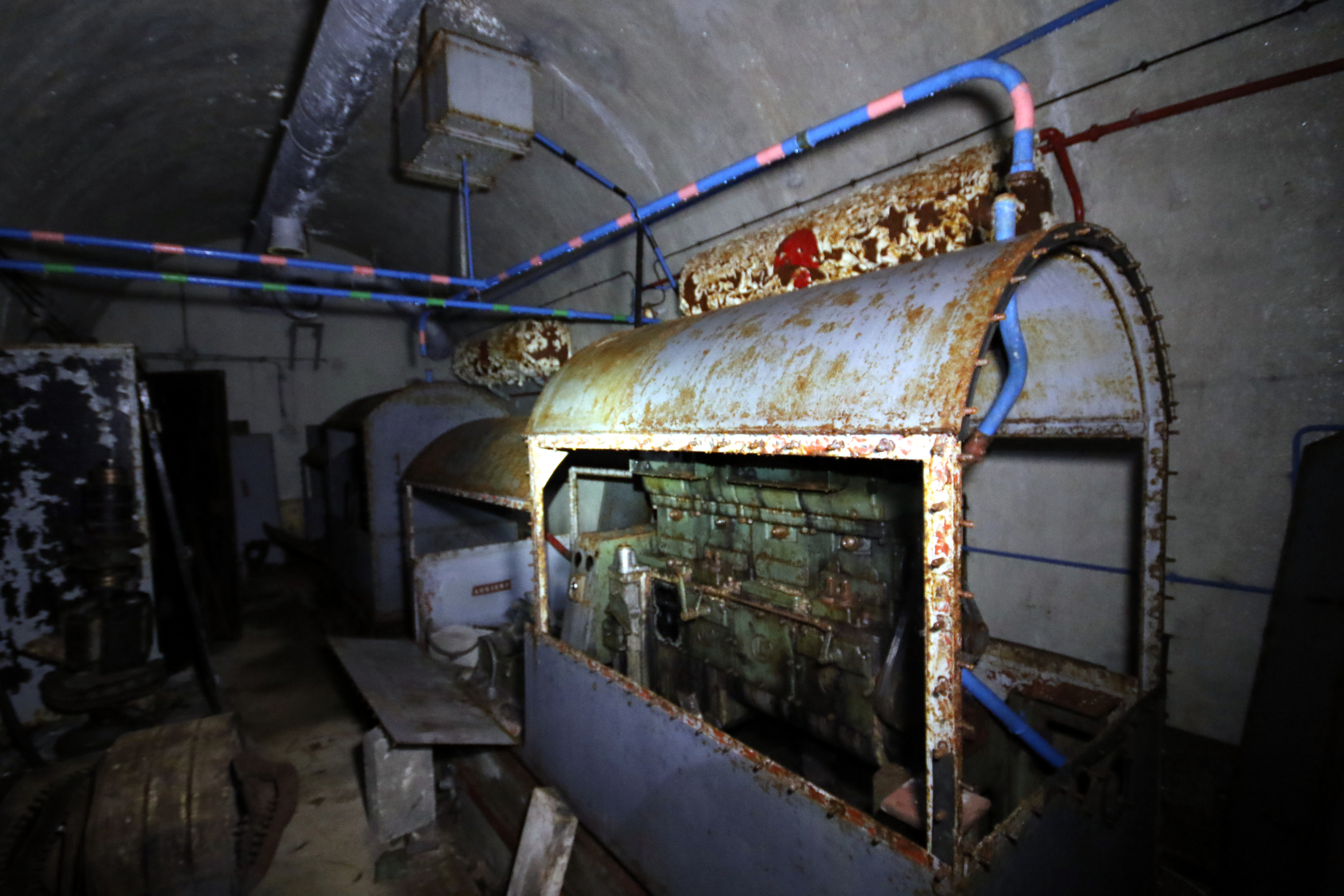
L'usine électrique.
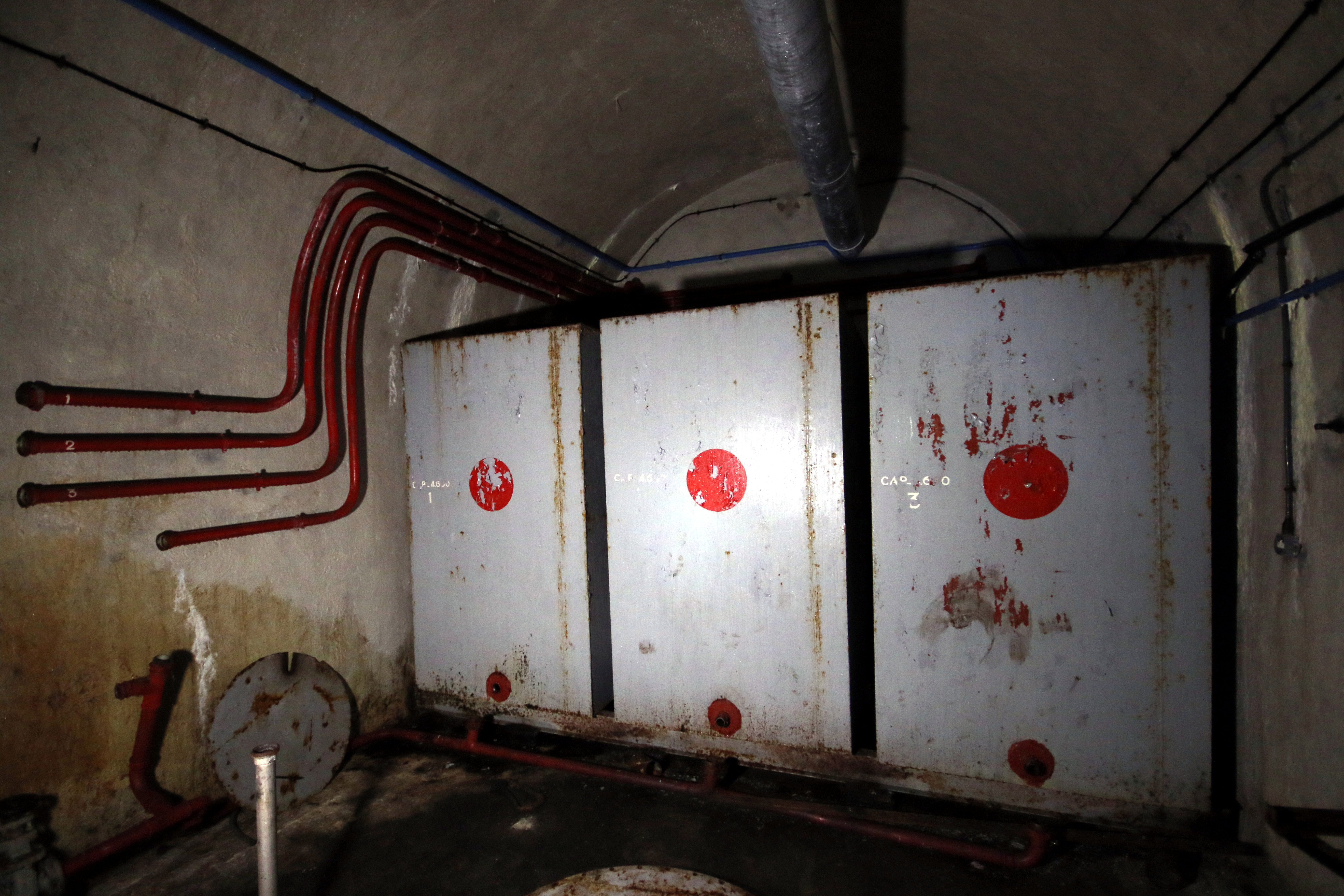
Les réservoirs de gasole.
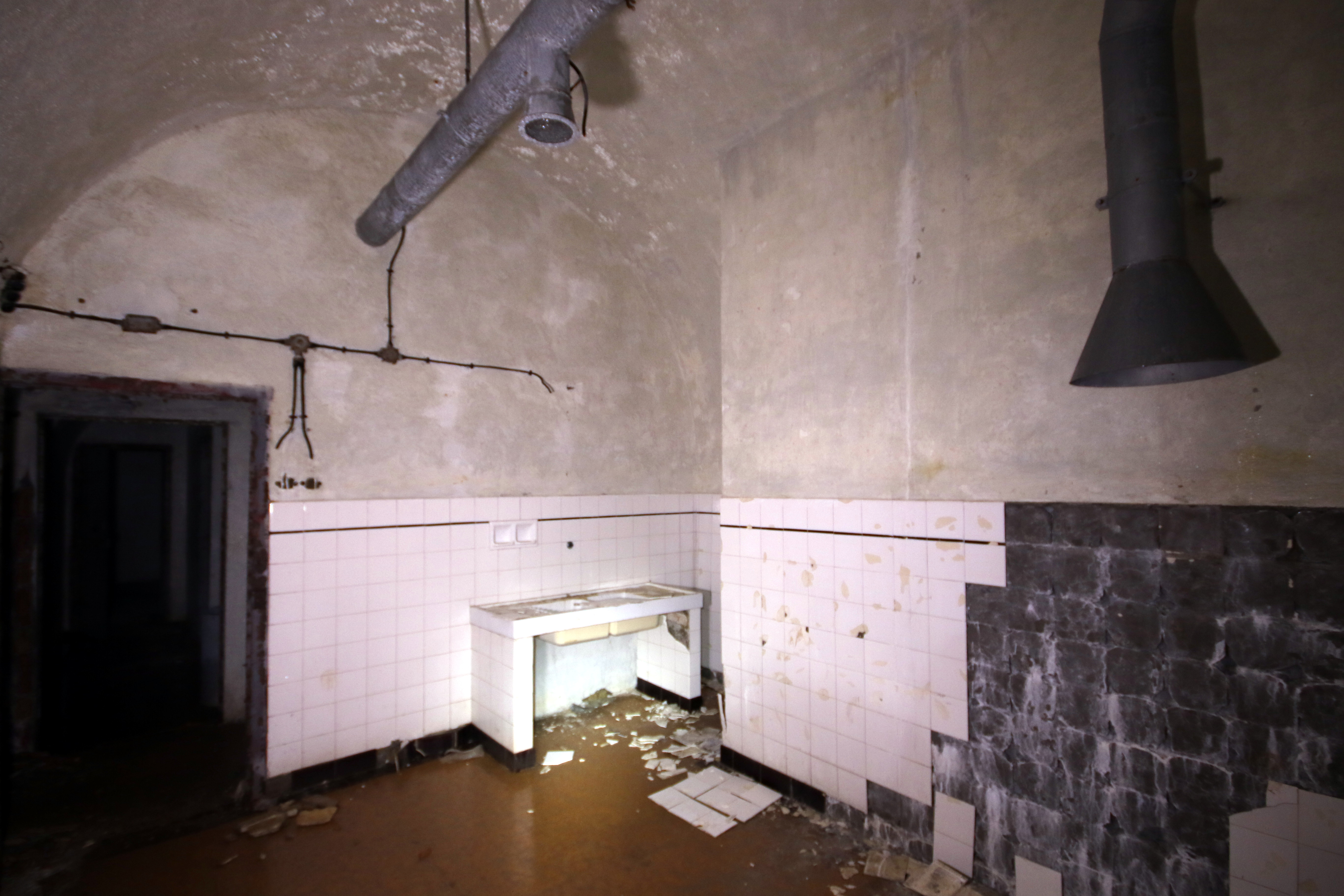
L'infirmerie.
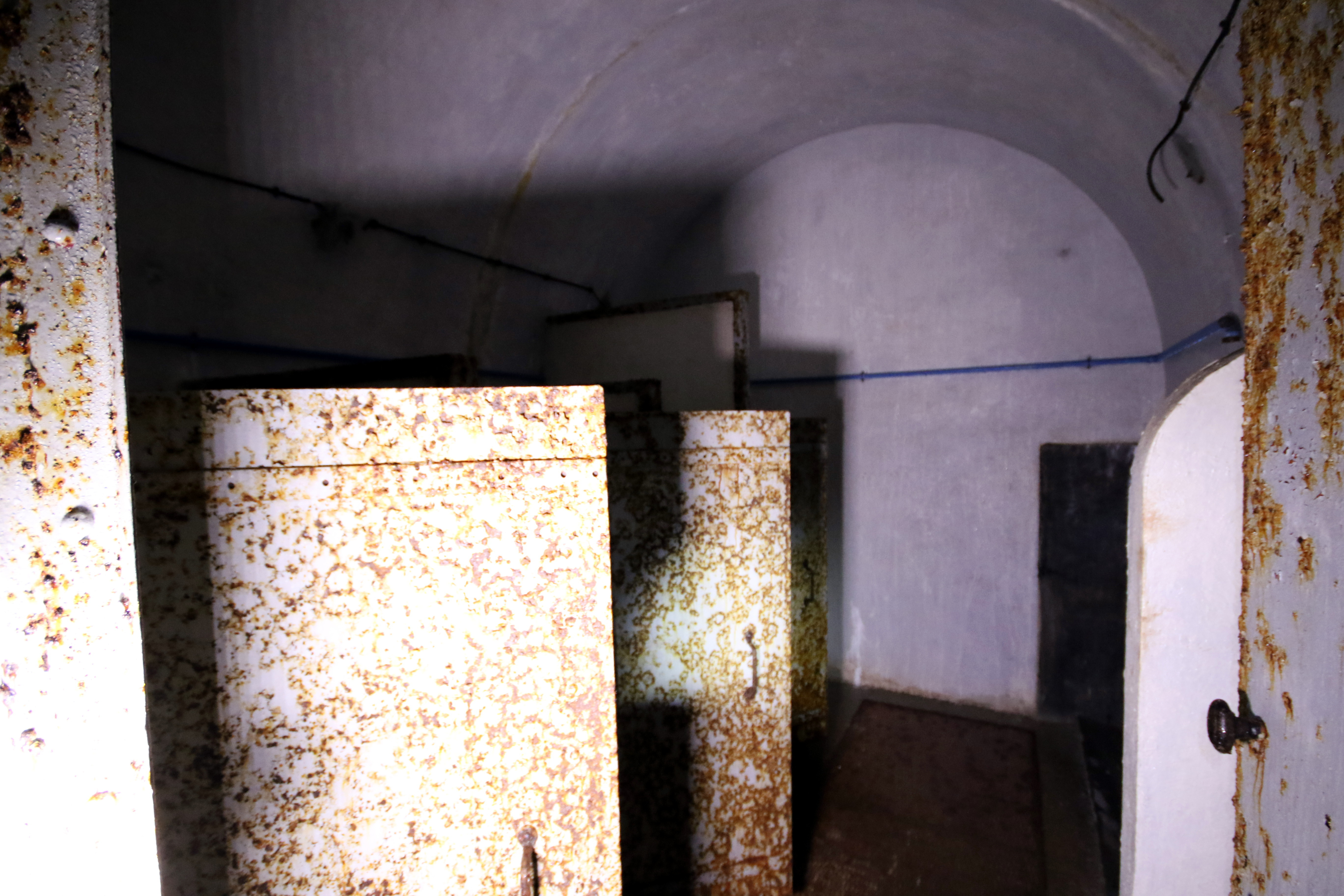
Les sanitaires.
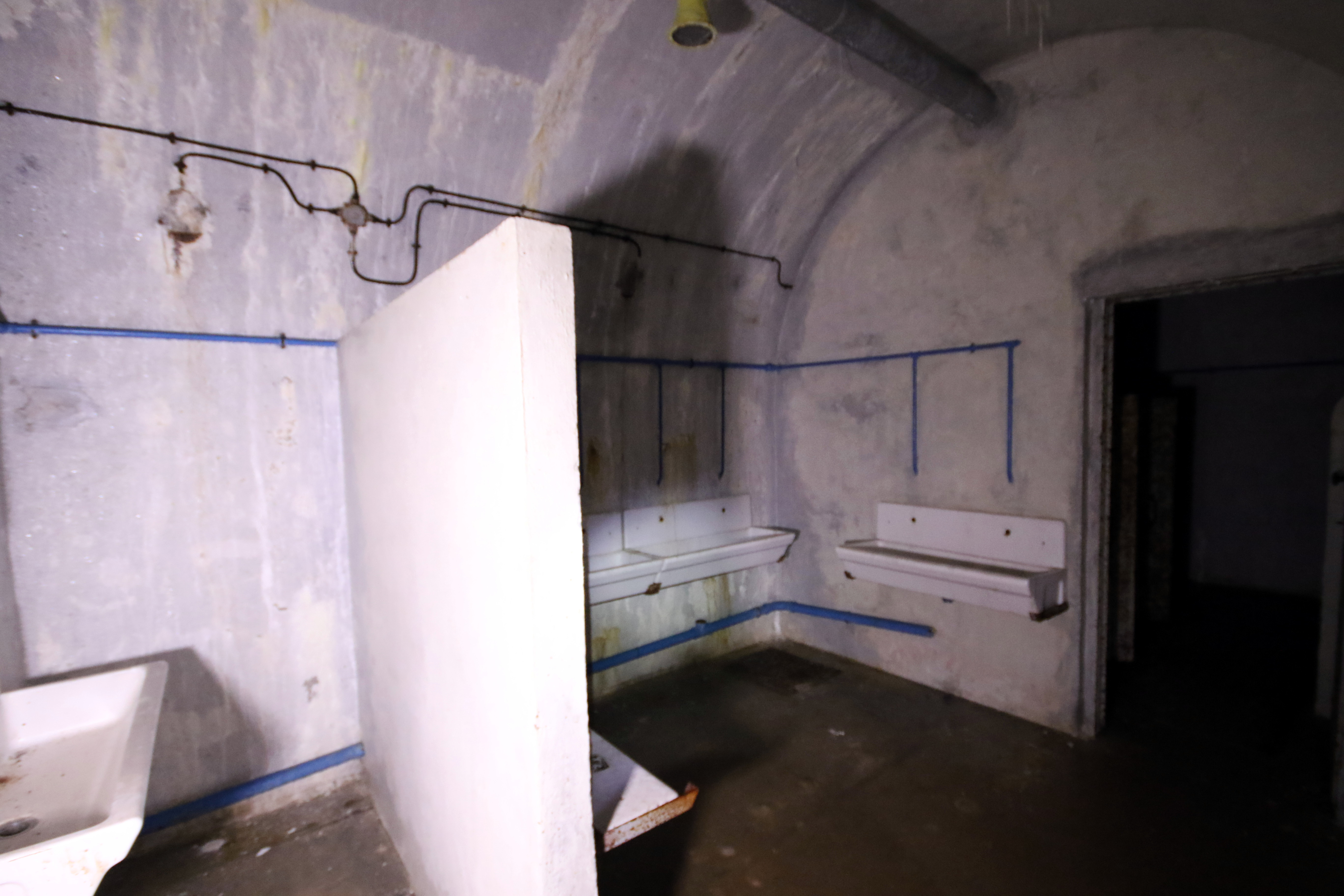
Les lavabos.
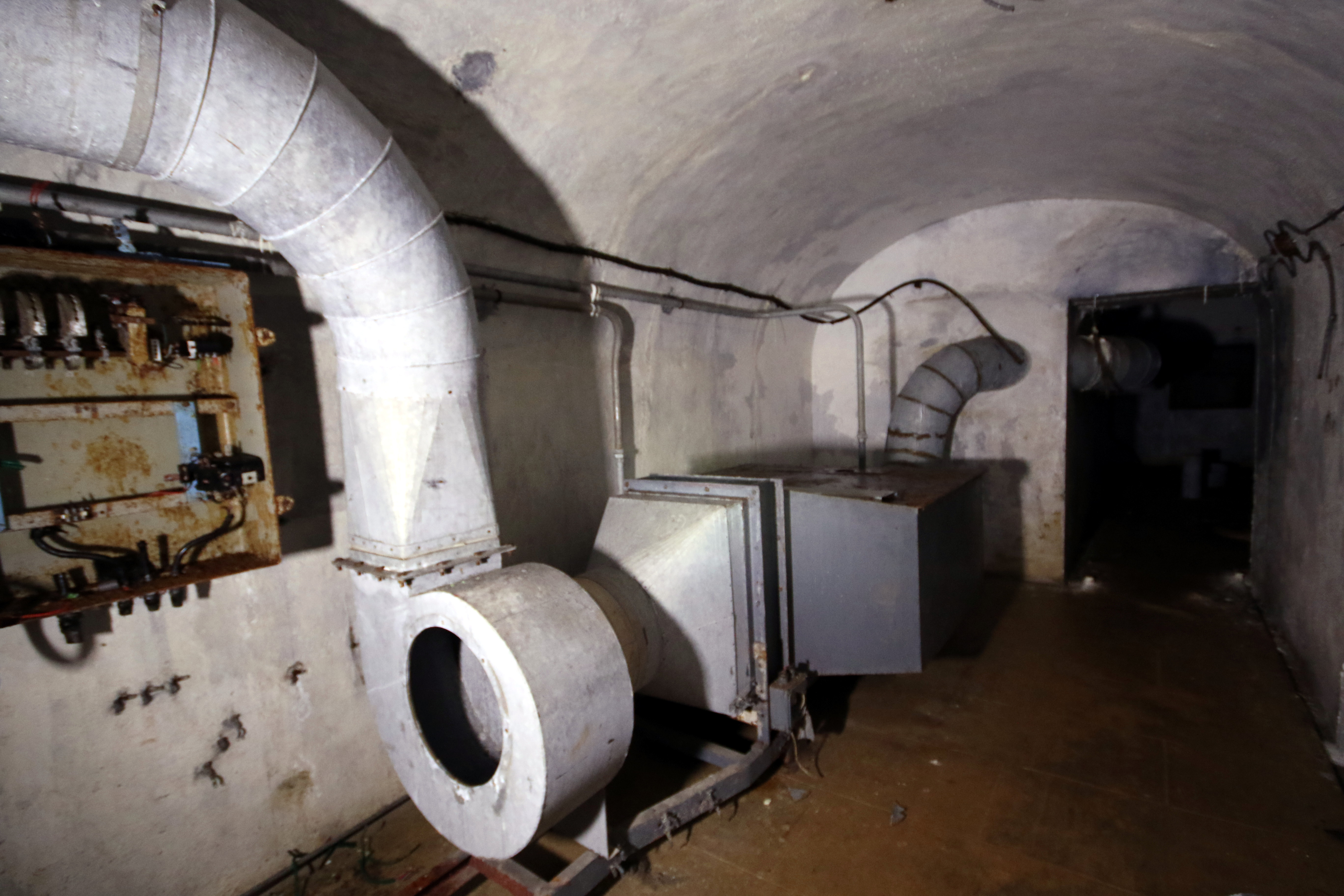
Le système principal de ventilation.
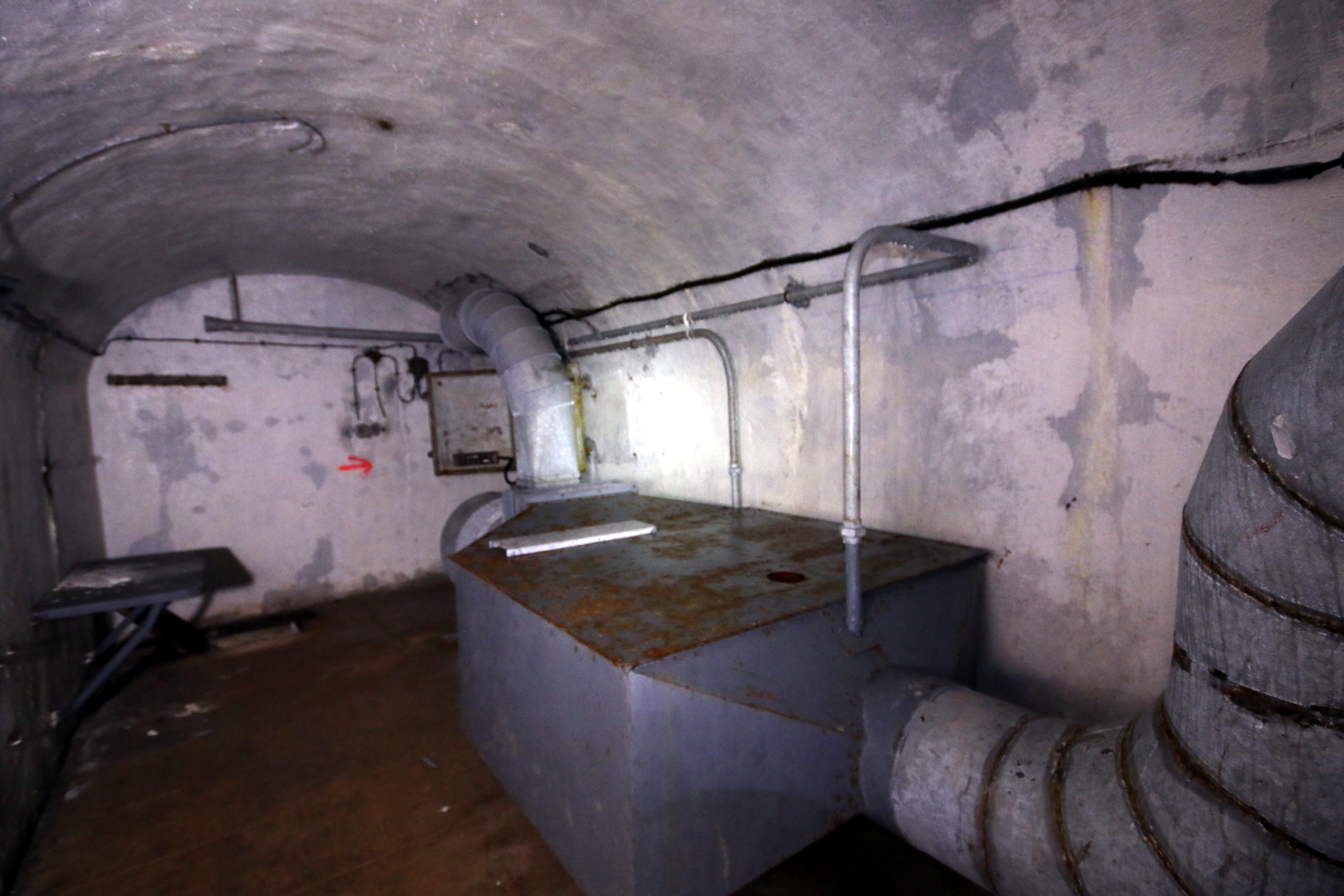
La ventilation.
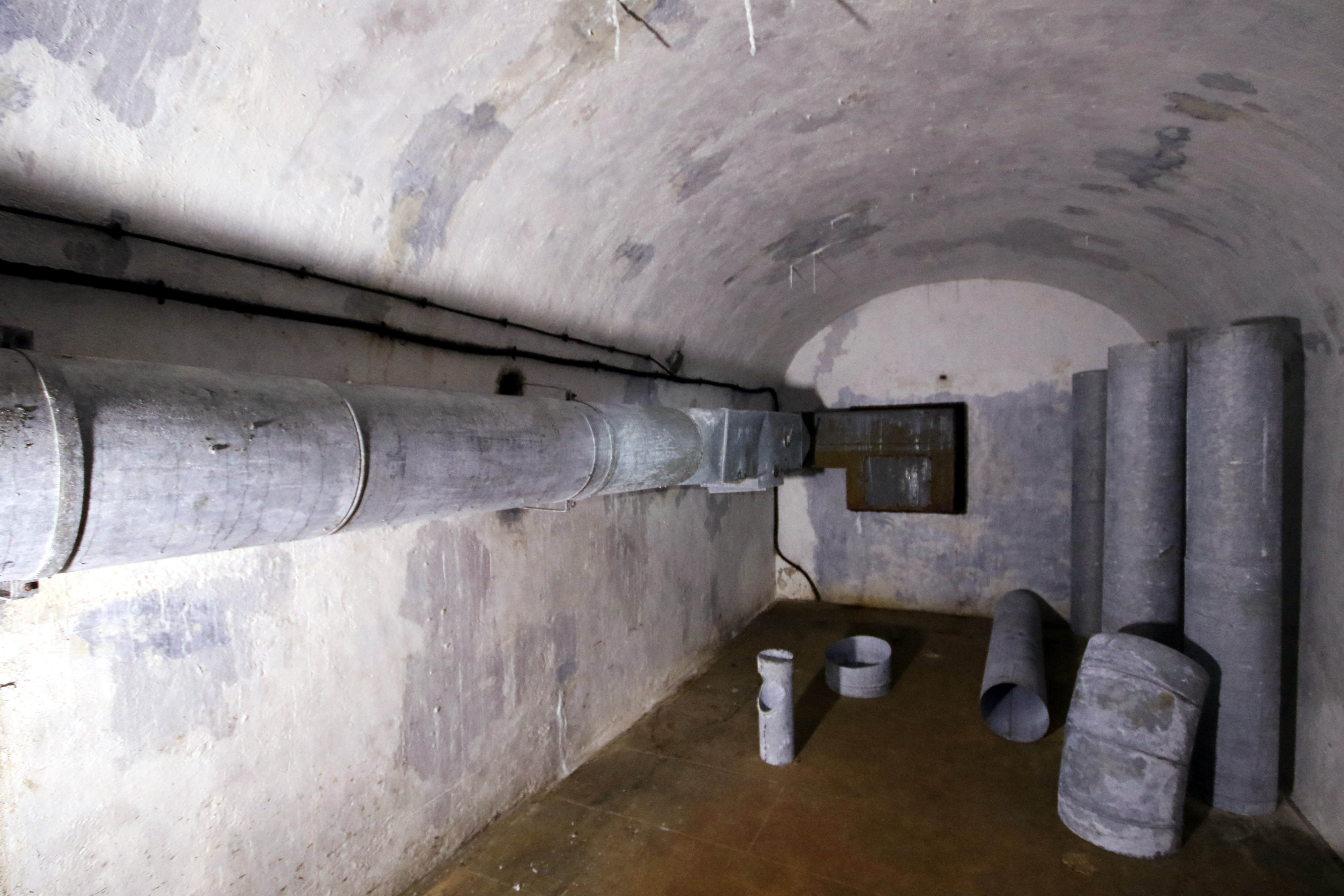
La ventilation.
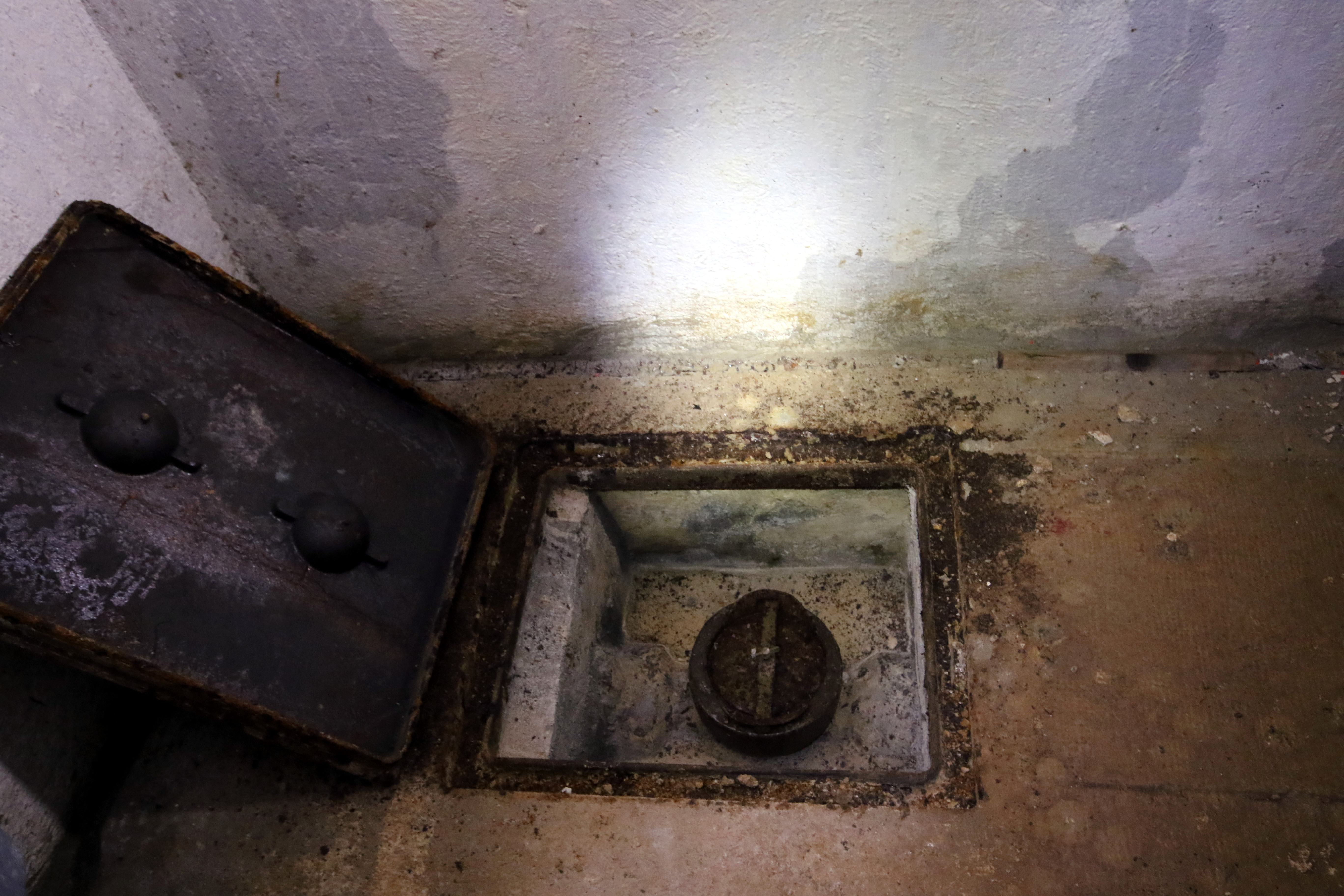
Un regard de l'égout.
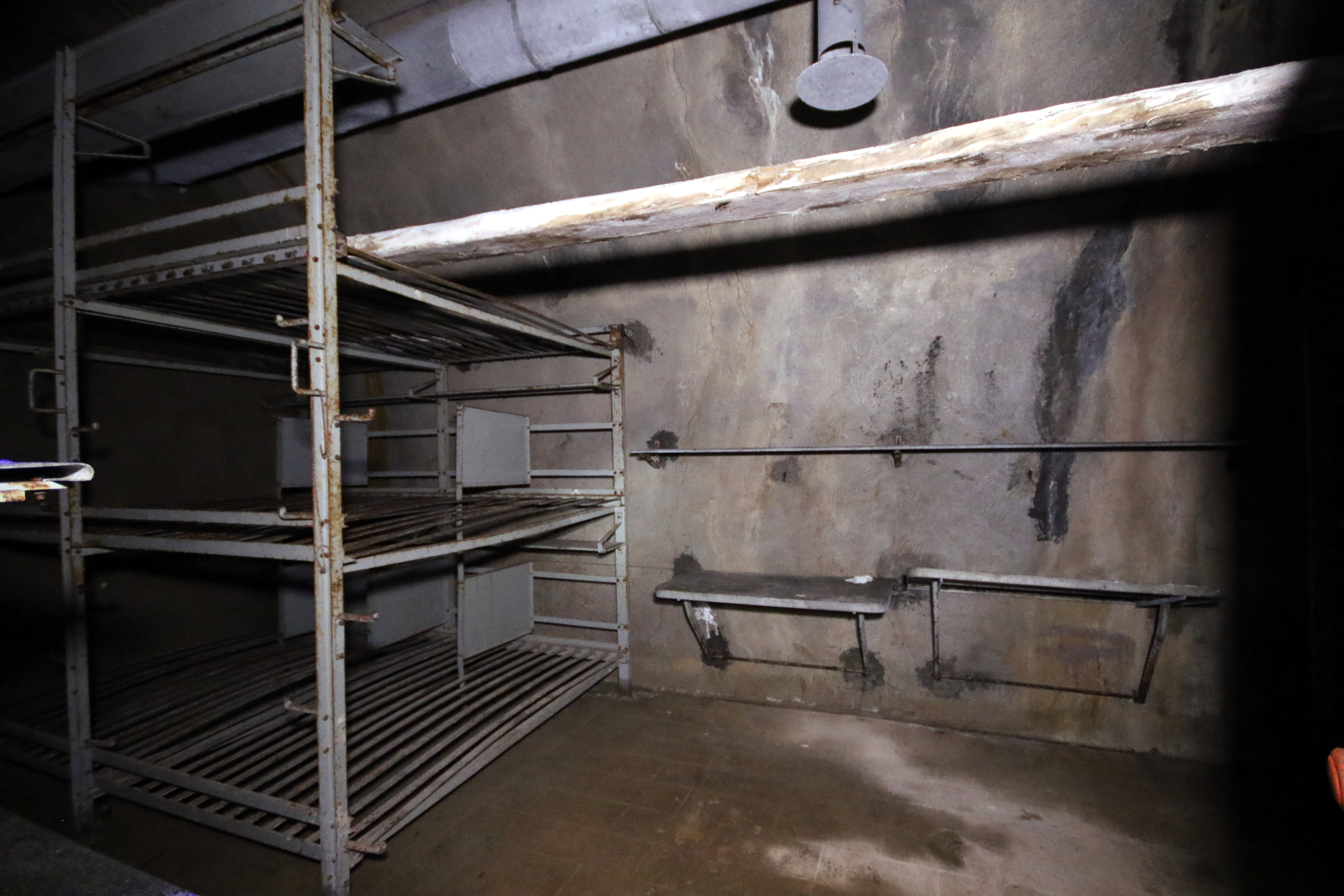
Une chambrée.
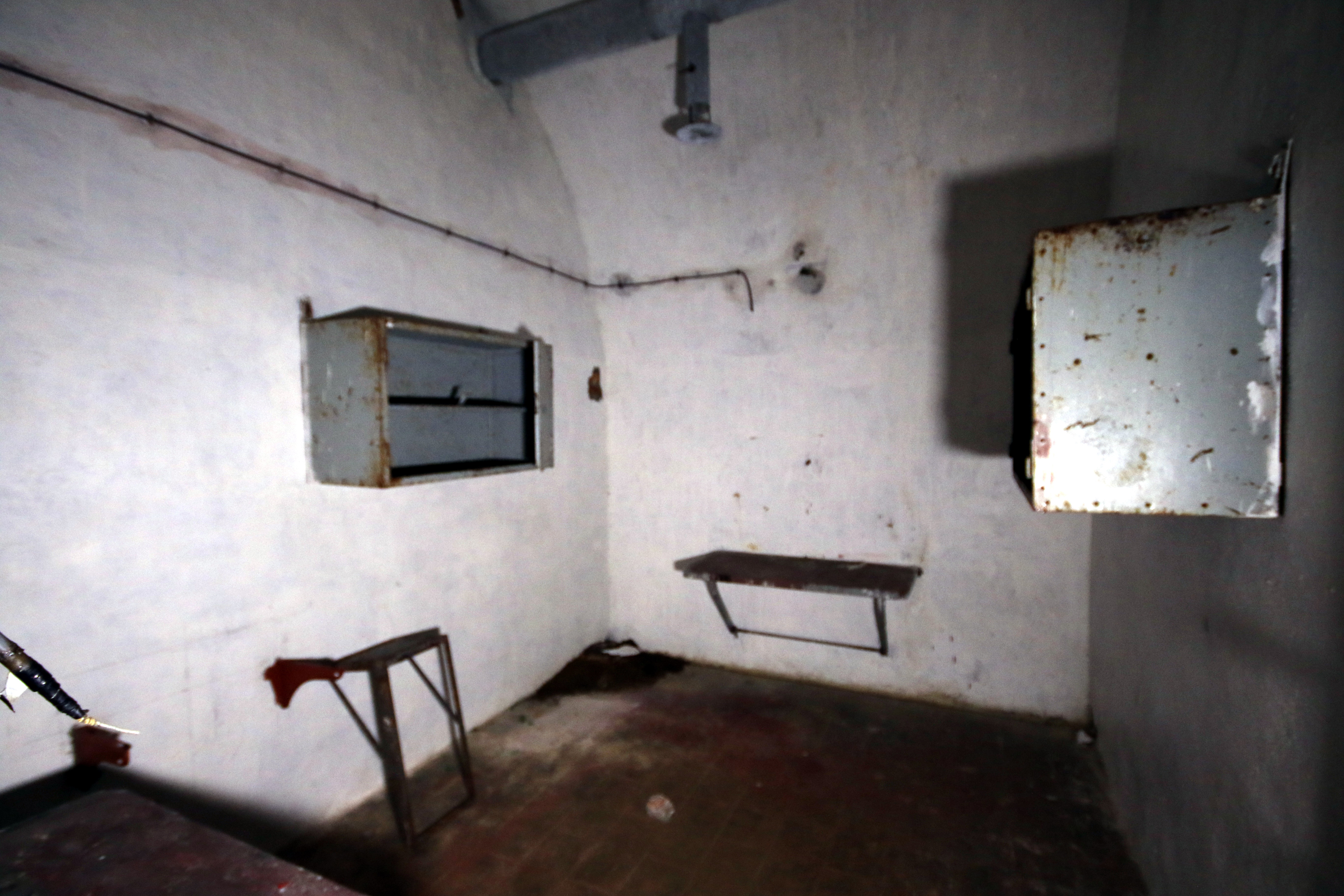
La chambre du commandant.
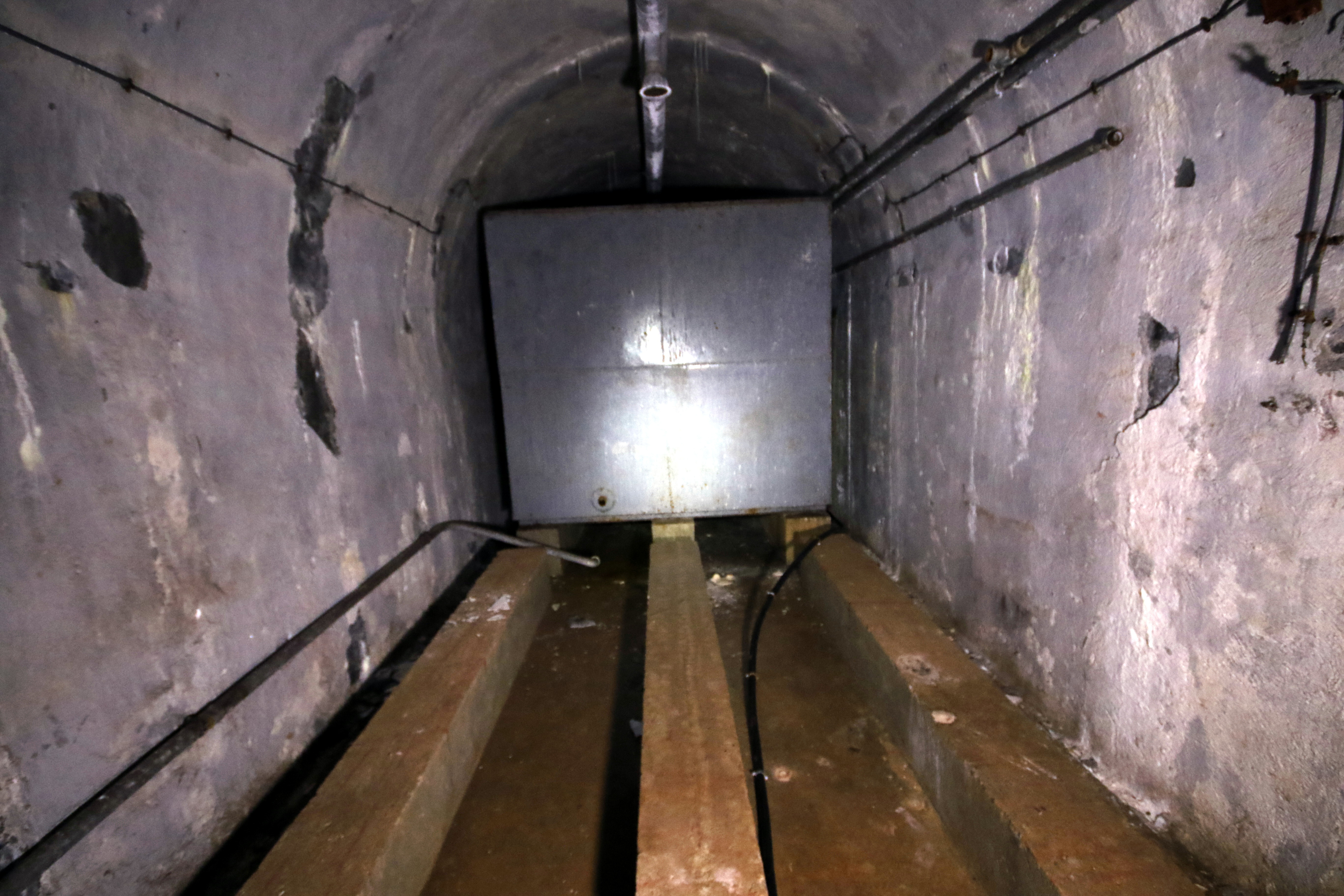
La citerne d'eau.

Le petit ouvrage de Granges-Communes était desservi depuis le col de Restefond par une route militaire qui suivait la pente Nord de la ligne de crêtes située entre la Cime des Trois Serrières et le col des Granges Communes, contrairement à l’actuelle D64 qui passe sur le versant Sud.

## Les combats
Le commandant de l'ouvrage était le lieutenant Boileau, le sous-lieutenant Taxil, le lieutenant Boulard et le lieutenant Boileau en juin 1940. N’ayant pas d’artillerie, il ne semble pas que le petit ouvrage de Granges-Communes ait eu à intervenir dans les combats de 1940.

## Situation actuelle
Le bloc d'entrée que l’on voit aujourd’hui n’existait pas au moment des combats de 1940. Il a en effet été construit en 1956-1957 dans le cadre d’une politique inspirée par l'OTAN visant à maintenir certains forts pour bloquer une éventuelle invasion des forces du pacte de Varsovie depuis l’Italie.
L’ouvrage est désormais abandonné par l'Armée et fermé au public.